# Very Large Telescope
Very Large Telescope (съкр. VLT, от английски: „Много голям телескоп“) е телескоп, разположен в пустинята Атакама в северната част на Чили. Използва се от Европейската южна обсерватория. Съставен е от четири отделни телескопа, наречени Анту, Куйен, Мелипал и Йепун (различни астрономически обекти в езика мапуче), всеки с главно огледало с диаметър 8,2 метра. Те могат да се използват индивидуално, но и заедно за постигане на по-висока ъглова резолюция. Масивът от телескопи се допълва от четири подвижни спомагателни телескопа с 1,8-метрови апертури.
VLT може да наблюдава както видими, така и инфрачервени дължини на вълната. Всеки телескоп може да види обект, който е около 4 милиарда пъти по-блед от това, което може да види човешкото невъоръжено око. Всичките телескопи вкупом могат да постигнат ъглова резолюция от около 0,002 арксекунди. Поотделно телескопите имат резолюция от около 0,05 арксекунди.
Това е едно от най-плодовитите съоръжения в съвременната астрономия, отстъпвайки единствено пред космическия телескоп Хъбъл по отношение на броя научни трудове, създадени на база снимки във видимия спектър. Някои от пионерските наблюдения на VLT включват първото пряко изображение на екзопланета, следенето на звездите, обикалящи в орбита около свръхмасивната черна дупка в центъра на Млечния път, и остатъчното сияние на най-далечната позната гама експлозия – GRB 090423.